# Random EP (Number 2)
Random EP #2 é um EP exclusivo de turnê da banda The Dear Hunter. Foi vendido apenas em 2008 durante sua turnê como headliner com as bandas Lydia, You, Me And Everyone We Know, e Eye Alaska. O EP inclui também as músicas do EP anterior, Random EP #1.

## Faixas
| N.º            | Título                                            | Duração |  |
| 1.             | "Battesimo Del Fuoco" (Remix)                     | 1:56    |  |
| 2.             | "Untitled Soul Song"                              | 4:55    |  |
| 3.             | "Goodbye Yellow Brick Road" (Cover de Elton John) | 3:16    |  |
| 4.             | "Smiling Swine" (Remix)                           | 3:13    |  |
| 5.             | "The Church & The Dime" (Remix)                   | 4:55    |  |
| 6.             | "Red Hands" (Remix)                               | 5:13    |  |
| Duração total: | Duração total:                                    | 23:45   |  |

Faixas 4-6 apareceram previamente no EP Random EP #1.